# Lista de presidentes do Malawi
Esta é uma lista dos presidentes do Malawi desde a proclamação da república em 1966. 

## Lista de presidentes do Malawi (1966-presente)
| № | Retrato | Nome                                                     | Mandato             | Mandato                              | Partido | Eleição   |
| - | ------- | -------------------------------------------------------- | ------------------- | ------------------------------------ | ------- | --------- |
| 1 |         | Hastings Kamuzu Banda (Presidente Vitalício) (1899-1997) | 6 de julho de 1966  | 24 de maio de 1994                   | MCP     | —         |
| 2 |         | Bakili Muluzi (n.1943)                                   | 24 de maio de 1994  | 24 de maio de 2004                   | UDF     | 1994 1999 |
| 3 |         | Bingu wa Mutharika (1934-2012)                           | 24 de maio de 2004  | 5 de abril de 2012 (Morreu no cargo) | UDF/PPD | 2004 2009 |
| 4 |         | Joyce Banda (n.1950)                                     | 5 de abril de 2012  | 31 de maio de 2014                   | PP      | —         |
| 5 |         | Peter Mutharika (n.1940)                                 | 31 de maio de 2014  | 28 de junho de 2020                  | PPD     | 2014 2019 |
| 6 |         | Lazarus Chakwera (n.1955)                                | 28 de junho de 2020 | Presente                             | MPC     | 2020      |

## Referência
1. ↑  «Malawi». www.worldstatesmen.org. Consultado em 5 de fevereiro de 2022
2. ↑  «Countries Ma». rulers.org. Consultado em 5 de fevereiro de 2022